# IMAM Ro.30
IMAM Ro.30 là một loại máy bay thám sát hai tầng cánh của Ý trong thập niên 1930, do Industrie Meccaniche e Aeronautiche Meridionali thiết kế và chế tạo.

## Quốc gia sử dụng
Ý
- Regia Aeronautica

## Tính năng kỹ chiến thuật (Ro.30 với động cơ Jupiter)
Dữ liệu lấy từ The Illustrated Encyclopedia of Aircraft (Part Work 1982-1985), 1985, Orbis Publishing, Page 2193
Đặc điểm tổng quát
- Kíp lái: 3
- Chiều dài: 10.24 m (33 ft 7¼ in)
- Sải cánh: 15.75 m (51 ft 8 in)
- Chiều cao: 3.50 m (11 ft 5¾ in)
- Trọng lượng rỗng: 1580 kg (3483 lb)
- Trọng lượng có tải: 2630 kg (5798 lb)
- Powerplant: 1 × Piaggio Jupiter VII, 373 kW (500 hp)

Hiệu suất bay
- Vận tốc cực đại: 225 km/h (140 mph)
- Tầm bay: 1600 km (994 dặm)
- Trần bay: 7.500 m (24.605 ft)

Vũ khí trang bị
- 3 x súng máy 7,7mm (0.303in)